# Anton Webern
| Dorobek kompozytorski   | Dorobek kompozytorski |
| Rodzaj twórczości       | Liczba dzieł          |
| Muzyka wokalna          | Muzyka wokalna        |
| ----------------------- | --------------------- |
| Pieśni                  | 44                    |
| Muzyka chóralna         | 5                     |
| Muzyka instrumentalna   |                       |
| Symfonie                | 1                     |
| Koncerty                | 1                     |
| Muzyka kameralna        | 19                    |
| Inne formy orkiestralne | 10                    |
| Utwory na fortepian     | 5                     |
| Razem                   | 87                    |

Anton Friedrich Wilhelm (von) Webern (ur. 3 grudnia 1883 w Wiedniu, zm. 15 września 1945 w Mittersill) – austriacki kompozytor współczesny. Jedna z czołowych postaci drugiej szkoły wiedeńskiej.

## Życiorys
Dzieciństwo spędził najpierw w Grazu, potem w Klagenfurt am Wörthersee. Otrzymał ogólne wykształcenie w lokalnym gimnazjum. Już w dzieciństwie zdradzał talenty muzyczne. Uczył się gry na fortepianie i wiolonczeli. W 1902 rozpoczął naukę na uniwersytecie wiedeńskim, gdzie studiował u Guido Adlera (muzykologię), Hermanna Graedenera (harmonię) i Karela Navrátila (kontrapunkt). W 1906 obronił doktorat z muzykologii i zakończył swoją edukację na uniwersytecie wiedeńskim. Równocześnie od 1904 studiował prywatnie kompozycję pod kierunkiem Arnolda Schönberga. Po 1906 rozpoczął karierę dyrygenta lokalnych orkiestr w Bad Ischl, Gdańsku, Szczecinie, Pradze i innych miastach. Równolegle do pracy dyrygenta komponował.
Po I wojnie światowej wrócił do Wiednia by wraz z Schönbergiem i Bergiem założyć Towarzystwo Muzyczne, w którego pracach aktywnie uczestniczył przez następne lata. Jednocześnie współpracował z radiem wiedeńskim i pracował jako nauczyciel muzyki w Żydowskim Instytucie dla Niewidomych. Mieszkał i komponował w Mödling. W 1932 przeniósł się do Wiednia, a stamtąd do Maria Enzersdorf. Stale uczył prywatnie. Jego uczniami w różnym okresie byli m.in. Leopold Spinner, Willi Reich, Humphrey Searle i Karl Amadeus Hartmann.
W 1934, po stłumieniu powstania Schützbundu, został oskarżony o działalność wywrotową i wyrzucony z radia. Po dokonaniu przez hitlerowców w 1938 anschlussu Austrii Webern został zupełnie wyłączony z publicznego życia muzycznego, a jego muzyka zakazana w Niemczech i Austrii, choć nadal wykonywano ją w Ameryce, Wielkiej Brytanii i Szwajcarii.
Anton Webern zginął 15 września 1945 roku w Mittersill w Austrii, pomyłkowo postrzelony przez Raymonda Norwooda Bella, kompanijnego kucharza, biorącego udział w akcji aresztowania zięcia kompozytora, Benno Mattela, byłego członka SS. Dziesięć lat później Bell zmarł z powodu ostrego alkoholizmu przypisywanego poczuciu winy za to, co się stało.

## Twórczość
Będąc uczniem Arnolda Schönberga przejął jego koncepcje atonalności i dodekafonii oraz wraz z Albanem Bergiem rozwinął serializm jako jedną z najważniejszych technik kompozytorskich XX wieku. Był także prekursorem punktualizmu. W swej pracy kompozytorskiej skupił się na atonalnych pieśniach i muzyce kameralnej. Dorobek muzyczny Weberna, aczkolwiek bardzo skromny (sumaryczne trwanie opusowanych kompozycji wynosi trzy godziny, nieopusowanych i opusowanych łącznie – około sześciu godzin), był bardzo ważnym etapem rozwoju muzyki współczesnej. Utwory komponowane przez Weberna, niekiedy bardzo krótkie, charakteryzowały się przejrzystą fakturą muzyczną, skrajną geometrycznością oraz wielkim znaczeniem ciszy .
Spośród trzech „klasyków dodekafonii” Webern najbardziej oddalił się od tradycji. Najbardziej charakterystyczne cechy jego muzyki to :
1. aforystyczność (niektóre utwory trwają zaledwie kilkadziesiąt sekund, a najkrótsza Bagatela na kwartet smyczkowy op. 9 nr 3 trwa 23 sekundy)
2. bardzo przejrzyste brzmienie zapowiadające punktualizm, a wynikające z licznych pauz, upodobania do pojedynczych brzmień izolowanych i dynamiki piano
3. bardzo intensywne stosowanie kanonów, inwersji i raków, także w budowie serii, które niejednokrotnie są symetryczne

| Lata pracy | Tytuł dzieła                                                                         | Gatunek muzyczny                     |
| ---------- | ------------------------------------------------------------------------------------ | ------------------------------------ |
| ?          | Erwachen aus dem tiefsten Traumesschoße                                              | utwór na głos i fortepian            |
| ?          | Kunfttag 1                                                                           | utwór wokalny                        |
| ?          | Das lockere Saatgefilde lechzet krank                                                | utwór wokalny                        |
| ?          | Werke                                                                                | utwory na głos i fortepian           |
| 1899       | Dwa utwory                                                                           | duet na wiolonczelę i fortepian      |
| 1899       | Vorfrühling' 3 pieśni                                                                | utwory na głos i fortepian           |
| 1899-1903  | Gedichte nr 2: Nachtgebet der Braut – 3 pieśni                                       | utwory wokalny                       |
| 1899-1903  | Gedichte nr 3: Fromm – 3 pieśni                                                      | utwory wokalny                       |
| 1899-1904  | 5 wczesne pieśni                                                                     | utwory na głos i fortepian           |
| 19??       | 3 Utwory                                                                             | kwartet smyczkowy                    |
| 1901       | Tief von fern – Zbiór wczesnych pieśni nr 1                                          | utwory na głos i fortepian           |
| 1901       | Heimgang in der Frühe – Zbiór wczesnych pieśni nr 8                                  | utwory na głos i fortepian           |
| 1901-1904  | Zbiór wczesnych pieśni                                                               | utwory na głos i fortepian           |
| 1903       | Blumengruss – Zbiór wczesnych pieśni nr 3                                            | utwory instrumentalny na orkiestrę   |
| 1903       | Aufblick – Zbiór wczesnych pieśni nr 2                                               | utwory na głos i fortepian           |
| 1903       | Der Tod – Zbiór wczesnych pieśni nr 7                                                | utwory na głos i fortepian           |
| 1903       | Sommerabend – Zbiór wczesnych pieśni nr 5                                            | utwory na głos i fortepian           |
| 1903       | 3 Pieśni                                                                             | utwory na głos i fortepian           |
| 1903-1904  | 3 pieśni na podstawie Avenariusa                                                     | utwory na głos i fortepian           |
| 1903-1904  | Gefunden – zbiór pieśni No.1                                                         | utwory na głos i fortepian           |
| 1904       | Bild der Liebe – Zbiór wczesnych pieśni nr 4                                         | utwory na głos i fortepian           |
| 1904       | Heiter – Zbiór wczesnych pieśni nr 6                                                 | utwory na głos i fortepian           |
| 1904       | im Sommerwind idylla na orkiestrę                                                    | utwór instrumentalny na orkiestrę    |
| 1905       | Langsamer Satz                                                                       | kwartet smyczkowy                    |
| 1905       | Slow Movement (Langsam, mit bewegtem Ausdruck) for string quartet                    | kwartet smyczkowy                    |
| 1905       | Kwartet smyczkowy 1905                                                               | kwartet smyczkowy                    |
| 1906       | utwór na fortepian                                                                   | utwór na fortepian                   |
| 1906       | Rondo na kwartet smyczkowy                                                           | kwartet smyczkowy                    |
| 1906       | Sonatasatz                                                                           | sonatina fortepianowa                |
| 1906-1908  | 5 pieśni na podstawie Dehmela                                                        | utwory na głos i fortepian           |
| 1907       | Mässig                                                                               | kwintet fortepianowy                 |
| 1908       | Am Ufer – zbiór pięciu pieśni                                                        | utwór na głos i fortepian            |
| 1908       | Entflieht auf leichten Kähnen, op. 2                                                 | muzyka chóralna                      |
| 1908       | Karl reckt der Baum 5 pieśni z Der siebente Ring von Stefan George, op. 3/5          | utwór wokalny                        |
| 1908       | Dies ist ein Lied 5 pieśni z Der siebente Ring von Stefan George, op. 3/1            | utwór wokalny                        |
| 1908       | im Windesweben 5 pieśni z Der siebente Ring von Stefan George, op. 3/2               | utwór wokalny                        |
| 1908       | im Morgentaun 5 pieśni z Der siebente Ring von Stefan George, op. 3/4,               | utwór wokalny                        |
| 1908       | An Bachesranft 5 pieśni z Der siebente Ring von Stefan George, op. 3/3,              | utwór wokalny                        |
| 1908       | Passacaglia, op. 1                                                                   | utwór instrumentalny na orkiestrę    |
| 1908-1909  | 4 pieśni na podstawie Stefana Georgego                                               | utwory na głos i fortepian           |
| 1908-1909  | 5 pieśni z Der siebente Ring, op. 3                                                  | utwory na głos i fortepian           |
| 1908-1909  | 5 pieśni na podstawie Gedichten von Stefan George, op. 4                             | utwory na głos i fortepian           |
| 1908-1909  | Trauer 1 (Maximin)                                                                   | utwór wokalny                        |
| 1909       | 5 części, op. 5                                                                      | kwartet smyczkowy                    |
| 1909       | 6 utworów na orkiestrę, op. 6                                                        | utwór instrumentalny na orkiestrę    |
| 1910       | 4 utwory na skrzypce i fortepian, op. 7                                              | duet na skrzypce i fortepian         |
| 1910       | 2 pieśni na sopran i zespół, op. 8                                                   | utwór na głos i mały zespół muzyczny |
| 1911-1913  | 5 utworów na orkiestrę, op. 10                                                       | utwór instrumentalny na orkiestrę    |
| 1912       | 5 kanonów z tekstem łacińskim (transkypcja z Schoenberg, op. 16)                     | utwór na głos i fortepian            |
| 1913       | 6 bagateli, op. 9                                                                    | kwartet smyczkowy                    |
| 1913       | 5 utworów na orkiestrę                                                               | utwór instrumentalny na orkiestrę    |
| 1913       | O sanftes Glühn der Berge 3 pieśni, nr 3                                             | utwór wokalny                        |
| 1913-1914  | Songs (3) for soprano & orchestra                                                    | utwór na głos i orkiestrę            |
| 1914       | 3 miniatury, op. 11                                                                  | duet na wiolonczelę i fortepian      |
| 1914       | Sonata na wiolonczelę i fortepian                                                    | Sonata                               |
| 1914       | Leise Düfte 3 pieśni, nr 1,                                                          | utwór wokalny                        |
| 1914       | Kunfttag III (Nun wird es wieder Lenz) 3 pieśni, nr 2                                | utwór wokalny                        |
| 1914-1918  | 4 pieśni, op. 13                                                                     | utwory na głos i fortepian           |
| 1915-1917  | 4 pieśni, op. 12                                                                     | utwory na głos i fortepian           |
| 1917-1922  | 5 pieśni, op. 15                                                                     | utwór na głos i mały zespół muzyczny |
| 1917-1922  | 6 pieśni, op. 14                                                                     | utwór na głos i mały zespół muzyczny |
| 1921       | Schatzwalzer (trans. J. Strauss)                                                     | utwór na orkiestrę kameralną         |
| 1924       | Kinderstück                                                                          | utwór instrumentalny                 |
| 1924       | Kinderstück                                                                          | utwór na fortepian                   |
| 1924-1925  | 3 Kołysanki, op. 17                                                                  | utwór na głos i mały zespół muzyczny |
| 1925       | Klavierstück                                                                         | utwór na fortepian                   |
| 1925       | Ruhig fließend                                                                       | utwór na orkiestrę kameralną         |
| 1925       | 3 pieśni na sopran, klarnet i gitarę, op. 18                                         | utwór na głos i zespół kameralny     |
| 1925       | Trio smyczkowe (1925)                                                                | trio smyczkowe                       |
| 1926       | Movement for string trio,                                                            | trio smyczkowe                       |
| 1926       | 2 pieśni na chór, klarnet, klarnet basowy, wiolonczelę, gitarę i skrzypce op. 19     | muzyka chóralna                      |
| 1927       | Trio smyczkowe, op. 20                                                               | trio smyczkowe                       |
| 1927-1928  | Symfonia w dwóch częściach, op. 21                                                   | symfonia                             |
| 1928-1930  | Kwartet na klarnet, saksofon, fortepian i skrzypce, op. 22 (tzw. Kwartet klarnetowy) | utwór na mały zespół instrumentalny  |
| 1929       | 5 części, op. 5                                                                      | utwór instrumentalny na orkiestrę    |
| 1931       | 6 tańców niemieckich (arr. z Schubert)                                               | utwór instrumentalny na orkiestrę    |
| 1933-1934  | 3 pieśni z Viae inviae, op. 23                                                       | utwory na głos i fortepian           |
| 1934       | Koncert na 9 instrumentów, op. 24                                                    | koncert kameralny                    |
| 1934       | 3 pieśni, op. 25                                                                     | utwór na głos i fortepian            |
| 1935       | Das Augenlicht, op. 26                                                               | muzyka chóralna                      |
| 1935       | Fuga (Ricercata) a 6 voci (arr. z Bacha)                                             | utwór instrumentalny na orkiestrę    |
| 1935-1936  | Wariacje, op. 27                                                                     | wariacje fortepianowe                |
| 1938       | Kwartet smyczkowy, op. 28                                                            | kwartet smyczkowy                    |
| 1938-1939  | Kantata nr 1 na sopran, chór i orkiestrę, op. 29                                     | kantata                              |
| 1940-1941  | Wariacje, op. 30                                                                     | wariacje na orkiestrę                |
| 1941-1943  | Kantata nr 2 na sopran, baryton, chór i orkiestrę, op. 31                            | kantata                              |